# Dağteke, Torbalı
Dağtekke là một xã thuộc huyện Torbalı, tỉnh İzmir, Thổ Nhĩ Kỳ. Dân số thời điểm năm 2010 là 177 người.